# Milkovoïta
La milkovoïta és un mineral de la classe dels fosfats

## Característiques
La milkovoïta és un fosfat-arsenat de fórmula química Cu₄O(PO₄)(AsO₄). Va ser aprovada com a espècie vàlida per l'Associació Mineralògica Internacional l'any 2021, i encara resta pendent de publicació. Cristal·litza en el sistema ortoròmbic.
L'exemplar que va servir per a determinar l'espècie, el que es coneix com a material tipus, es troba conservat a les col·leccions del Museu Mineralògic Fersmann, de l'Acadèmia de Ciències de Rússia, a Moscou (Rússia), amb el número de registre: 5590/1.

## Formació i jaciments
Va ser descoberta a la fumarola Arsenàtnaia del volcà Tolbàtxik, al krai de Kamtxatka (Rússia), l'únic indret de tot el planeta on ha estat descrita aquesta espècie mineral.